# コトノハ学園
『コトノハ学園』（コトノハがくえん）は、佐藤将による日本のギャグ漫画作品。『週刊少年チャンピオン』（秋田書店刊）にて、2007年44号から2008年1号まで連載された。全10話。

## あらすじ
天才的な文学少女である女子高生、美作文を中心にした“言霊”誤爆コメディー。都の作文コンクールで金賞をとるほどの文学少女である美作文は、その文才から様々な依頼を受けることとなる。しかし依頼人たち（主にクラスメイトや同級生）は身勝手かつ理不尽な要求ばかりするので、美作の恨みを買い、最後には美作の文才を駆使したしっぺ返し（作中では「誤爆」という）を受ける羽目となる。
キャッチコピーは「“言葉の魔法”を使ってみよう!」

## 登場人物
美作 文（みまさか ふみ）
都の作文コンクールで金賞をとるほどの文学少女。2年A組。文才豊かで、読書感想文の他にも小説や劇の脚本を書くこともでき、筆跡鑑定までできる。言葉遣いも丁寧。ひょうひょうとして明るい性格。面倒くさがりやだが押しに弱く、人に物を頼まれるとなかなか断れない。しかし毒舌家で腹黒い面もあり、怒ると怖い。目的を達成するためには手段は選ばない行動派。恨みのある人間には自分の文才を生かした仕返しをする。ただ、仕返しをした人間ともその後付き合いが続くパターンもあり、根っからの悪人ではないようだ。陣内は好みのタイプではない。色恋沙汰には縁がない。私服はわりと派手。ブラックジョークやシュールな作品を好み、彼女が書いた作品にもその嗜好は表れている。ぐるぐるメガネがチャームポイント。メガネを外すと気弱なリスのような顔になる。好物はバナナジュースとポテトサラダ。欲しい物は『ウゴウゴルーガ』のDVD。横山光輝版『三国志』、『項羽と劉邦』、『湘南爆走族』、『世界の黒い民話』、『秘宝館殺人事件』等を愛読している。苦手な物は鶏の皮で、あのブヨブヨを見ただけで吐き気をもよおす。口癖は「イヤッホー」。
陣内 錦久（じんない かねひさ）
言葉下手、作文下手の恋する不良少年。佐倉彩香のことが好きでこの想いを伝えたいが、自分の文才に自信が無いため、作文コンクールで金賞をとった美作にラブレターの代筆を依頼する。室咲とは幼馴染。
佐倉 彩香（さくら あやか）
陣内に惚れられたポニーテールの美少女。2年A組。真面目な優等生。男子からの人気は高く、ラブレターも頻繁にもらっている。美作が代筆した陣内名義のラブレターを読んで、あまりに恥ずかしい内容に赤面する。
山上 透（やまがみ とおる）
理数系は天才的だが、文型の能力はからっきしの少年。完璧主義者のため、文系の能力がないことがコンプレックスになっている。財閥の御曹司で、幼少から英才教育を受けて育った優等生。プライドが高く他人を「凡人」と見下している。苦手な読書感想文の代筆を美作に頼むが、傲慢な性格が災いして美作の恨みを買い、国語の森先生から変態扱いされる羽目になる。『DEATH NOTE』の夜神月のパロディ。
森先生（もりせんせい）
初老の男性国語教師。美作に代筆させ山上の筆跡で清書した読書感想文を読んで感動し、山上を褒めちぎる。感想文の題材になった本に興味を持ち、山上に貸してくれるよう頼む。
夕子の落書きによって、小千鳥と性的関係があるように書きたてられたこともあった。
室咲（むろさき）
陣内と家が隣同士で幼馴染の少女。陣内を映画に誘う。わがままで空気が読めない痛い子。動物好きだが動物には嫌われている。楽な子育ての影響か、フィクションと現実の区別がつかない。犬語を理解しようとして犬に接するが、無残にも犬にボコボコにされる。ちなみに、観に行こうとしていた映画のタイトルは「キラードッグ」。
陣内のことを「錦久ちゃん」と呼び、好意を持っているが相手にされていない。
犬
学校に迷い込んだ犬。室咲の鬱陶しさに激怒し、必殺技「ドッグパンチ」を何度もお見舞いしてノックアウトした。
小千鳥 真（こちどり まこと）
綺麗好きな美化委員の少女。トイレの落書きに困っており、その犯人を突き止めてボコボコにしてやりたいと思っていたところ、同じクラスの美作が筆跡鑑定をできることを知る。その後、全校生徒の筆跡を集めた上で、美作に落書きの筆跡鑑定を依頼する。
夕子（ゆうこ）
小千鳥の友達で美化委員の少女。実は掃除が嫌いで、小うるさい小千鳥に対して反感を持っていた。
流岸 庸介（りゅうがん ようすけ）
演劇部部長の少年。顔がおぞましい。学校集会の劇で「シンデレラ」の王子役を演じるため、おぞましい自分の持ち味が出せるような脚本を書いてもらうよう美作に依頼する。そのおぞましい顔立ちは、美作でさえ震え上がらせた。
堀田 雪子（ほった せつこ）
演劇部副部長の少女。おぞましい部長に迷惑しながらも、演劇部を陰で支える。劇ではシンデレラ役を演じる。
松尾 麻理（まつお まり）
演劇部所属の少女。二年生。劇の脚本を書いてくれる人材として、おぞましい部長に美作の存在を教えた。そのため美作からの恨みを買い、劇では無理やり恥ずかしい格好をさせられたり、恥ずかしい台詞を言わされるなど、散々な目にあう。
その後、再び美作に脚本を書くよう依頼し、美作を困らせている。
桐原 硬（きりはら かたし）
野菜が大嫌いで、生まれてからずっと肉ばかり食べてきた偏食の少年。最近体の調子が悪く、彼女にもふられたため、いい加減に野菜嫌いを克服しようと美作に説得を依頼する。頭が悪く、口が臭く、あそこも小さいという自身のコンプレックスを刺激した美作の説得により、野菜を食べるようになった。
畑 瑞菜（はた みずな）
ベジタリアンの少女。2年D組。桐原の元カノ。ものみんた信者。美作に桐原と別れた理由を話す。
鮫島 芹（さめじま せり）
男勝りな性格の少女。美作の小学校時代からの友人。実家は「鮫島ベーカリー」というパン屋だが、全くといっていいほど流行っていない。美作にパン屋のマスコットキャラクター（イモムシパンマン）の決め台詞を考えてくるよう依頼する。好物は梅ソーダ。
手が早い性格で、美作でも通行人でも平気で手を出すところがあるが、妹の美花に対しては少し溺愛気味である。
またイタズラ好きの面もあり、狩野が大切に育てていたサボテン「サボル」に様々な仕掛けをし、修復不能なほど変貌させてしまったりもした。
鮫島 美花（さめじま みか）
鮫島芹の妹。流行っていない実家のパン屋を何とかするため、マスコットキャラクター「イモムシパンマン」を考案する。姉とは違い、気弱で泣き虫。
イモムシパンマン
美花が考案した鮫島ベーカリーのマスコットキャラクター。イモ虫パンマンではなく、イモ蒸しパンマンと読むのが正しいらしい。
少年
鮫島ベーカリーの近くに住む少年。イモ蒸しパンを買った初めての客でもあり、唯一買った客でもある。パンが全く売れず拗ねてしまった美花を説得するために、美作が連れて来たのだが、イモムシパンマンの頭部を強奪してそのまま逃げてしまう。
狩野（かのう）
園芸部に所属する少年。教室で育てているサボテン「サボル」がすくすくと育つよう絵本などを読み聞かせていた。その後、芹によってすっかり変貌してしまったサボルの更生を美作に依頼する。
因幡 言（いなば とき）
少女漫画誌に連載している「女子高生探偵シオリ」の作者。現役女子高生で、美作と同じクラス。漫画研究会所属。
締め切りに追われ、収拾がつかないほど話を広げてしまい、ストーリーの収束を美作に依頼する。その後、続編の構成に失敗してしまったため、読者の怒りを買ってしまい、「シオリ」は打ち切られる羽目となってしまった。

## 全タイトル名
1. 第1話「金賞ゴーストライター」
2. 第2話「砂になった壁」
3. 第3話「キラードッグ」
4. 第4話「円が照らす」
5. 第5話「プリンス・オブ・ドランカースマイル」
6. 第6話「偏食者」
7. 第7話「そいつが生まれた経緯」
8. 第8話「悪漢の母」
9. 第9話「みえる みえない 前編」
10. 第10話「みえる みえない 後編」

## 言霊
美作の考え付いた主な言葉
「小千鳥さん体育は森とやってお疲れですか」（第4話）
筆跡鑑定を逃れるため定規で書いた字で落書きをする犯人に対抗するため美作が書いた囮の落書き。
罠に嵌った犯人は以後美作に誘導されてしまい、最後には正体がばれてしまう。
「コンプレックス突かれると人は騙されやすいですから」（第6話）
野菜嫌いの桐原のために美作は「全国野菜嫌い惨劇データ」なるものを仕入れてきた。
しかしそれは桐原自身が内心気にしていたことを記しており、それを第三者の物のように改変してきた代物だった。
それに気付かない桐原は泣きながら野菜を食べることを決意する。
「思ったより うまい」（第7話）
鮫島に実家のパン屋のマスコットキャラクターである「イモムシパンマン」の決め台詞を考えてくるように言われ考え出した台詞。
だがパンは1個しか売れなかった。
「去勢するぞ この野郎!!」（第8話）
鮫島によって突然変異を起こしてしまったサボテン「サポル」の更生を狩野から依頼され、とっさに美作が思いついた言葉。
でかいハサミを持ってこの言葉を言った美作に圧倒され、サボルは元に戻った。

## その他
- 作者の佐藤将によると「マンガの季節とはズレています」（51号コメント）とのこと。作中のキャラクターは1～5話までは長袖で、6話からは半袖になっている。
- 室咲にドッグパンチの食らわせた犬には実在のモデルが存在する（46号コメント）。
- 48号の読者投稿コーナーでは、全く同じ構図の美作のイラストが2枚掲載された。もちろん投稿人は別人。
- 50号では紙面の都合上休載となったが、『マイティ♡ハート』ではヴォルケンの手下達が「イャッホー」と叫んでいた。また、『フルセット!』では日野が会田に紙パックのバナナジュースを渡すシーンがある。
- 美作の着ている制服は白地に紫の襟となっている（44号表紙）。